# Deporaus
Genre
Deporaus est un genre d'insectes de l'ordre des coléoptères et de la famille des Attelabidae (ou des Rhynchitidae selon les classifications).

## Liste d'espèces
Selon ITIS (22 janv. 2015) :
- Deporaus glastinus (LeConte, 1857)

Selon NCBI (22 janv. 2015) :
- Deporaus affectatus
- Deporaus betulae
- Deporaus fuscipennis
- Deporaus insularis
- Deporaus marginatus
- Deporaus minimus
- Deporaus nidificus
- Deporaus septemtrionalis
- Deporaus tristis
- Deporaus unicolor

Selon Fauna Europaea (22 janv. 2015) :
- Deporaus (Caenorhinus) mannerheimii (Hummel, 1823)
- Deporaus (Deporaus) betulae (Linnaeus, 1758)